# Spragueanella
Spragueanella es un género con dos especies de arbustos pertenecientes a la familia Loranthaceae.

## Taxonomía
El género fue descrito por Balle  y publicado en Bulletin des Seances de l'Institut Royal Colonial Belge 25: 1632 en el año 1954.

## Especies aceptadas
A continuación se brinda un listado de las especies del género Spragueanella aceptadas hasta noviembre de 2014, ordenadas alfabéticamente. Para cada una se indica el nombre binomial seguido del autor, abreviado según las convenciones y usos.
- Spragueanella curta Wiens & Polhill
- Spragueanella rhamnifolia 	(Engl.) Balle[3]